# Association des constructeurs européens d'automobiles
L'Association des constructeurs européens d’automobiles (ACEA) est une association de lobbying qui représente les intérêts de l'industrie automobile dans l'Union européenne. Elle est l'un des principaux groupes d'intérêt de ce secteur auprès de la Commission européenne et du Parlement européen, avec le Comité de Liaison Européen des fabricants d'équipements et de Pièces Automobiles (CLEPA). 

## Origines
L'ACEA est constitué en février 1991.
Ses ancêtres sont le Comité de liaison de la construction automobile fondé en 1957 et le Comité des Constructeurs du Marché Commun (CCMC) fondé en octobre 1972. Ce dernier n'arrivant plus à avancer à cause du droit de véto, qui empêchait les membres du CCMC de s'accorder sur la stratégie à adopter dans le cadre de la construction marché européen commun (qui impliquait la levée de quotas d'importation sur les automobiles japonaises, auxquels PSA et les constructeurs américains étaient formellement opposés), il a été dissous et remplacé par l'ACEA.

## Organisation

### Membres
L’ACEA comprend quatorze membres: BMW Group, DAF Trucks, Daimler Truck, Ferrari, Ford Europe, Honda Europe (depuis 2018), Hyundai Europe (depuis 2012), Iveco, Jaguar Land Rover, Mercedes-Benz, Renault, Volkswagen, Volvo Group et Toyota Europe (depuis 2008).

### Départ de Stellantis et Volvo Cars
En juin 2022, une semaine après l'annonce de l'interdiction de la commercialisation des automobiles thermiques dans l'Union européenne à partir de 2035 (interdiction contre laquelle milite l'ACEA), Stellantis annonce qu’elle cessera d’être membre de l'ACEA d’ici la fin de l'année, pour défendre sa propre approche des enjeux de demain au travers d'un « forum sur la liberté de mouvement », qui fera notamment appel à « des représentants de l’industrie , des fournisseurs de mobilités, des universitaires, des politiciens et des scientifiques. »,,. 
Le mois suivant, Volvo Cars annonce également son départ de l'ACEA, reprochant une divergence de points de vue, puisque Volvo souhaite devenir un constructeur automobile 100% électrique d'ici 2030, et que l'ACEA milite contre l'interdiction de la commercialisation d'automobiles thermiques dans l'Union européenne à partir de 2035. 
Avec le départ de Stellantis et de Volvo Cars, l'ACEA perd deux membres historiques et leurs nombreuses marques, qui représentent 21,5% du marché automobile européen au premier semestre 2022. 

### Présidence
Il y a une alternance générale entre constructeurs français, italiens et allemands (hors les filiales des constructeurs américains GM et Ford).
- Luca de Meo : 2022-
- Olivier Zipse (BMW) : 2020/2021
- Michael Manley (Fiat Chrysler Automobiles) : 2020[9]
- Carlos Tavares (PSA) : 2018/2019[10]
- Dieter Zetsche (Daimler) : 2016/2017[11],[12]
- Carlos Ghosn (Renault) : 2014/2015[13]
- Philippe Varin (PSA) : 2013/2014[14]
- Sergio Marchionne (Fiat) : 2012 [15]
- Dieter Zetsche (Daimler): 2010 / 2011 [16],[17],[15]
- Carlos Ghosn (Renault) 2009 [18],[16]
- Christian Streiff (PSA) 2008 [19],[18]
- Sergio Marchionne (Fiat) : 2006 / 2007[20]
- Bernd Pischetsrieder (Volkswagen) : 2004 / 2005[21]
- Louis Schweitzer (Renault): 2003[22],[21]
- Jean-Martin Folz (PSA): 2002[23],[22]
- Paolo Cantarella (Fiat / Ferrari): 2000 / 2001 [24],[25]
- Ferdinand Piech

## Communication

### Activité de lobbying auprès des institutions de l'Union européenne
L'ACEA est inscrite depuis 2008 au registre de transparence des représentants d'intérêts auprès de la Commission européenne. Elle déclare en 2020 pour cette activité des dépenses annuelles d'un montant compris entre 2 500 000 et 2 749 999 euros.
L'association est mise en cause par le Canard enchaîné, en avril 2018, pour son lobbying visant à limiter la réduction des émissions de carbone.
L"ACEA mène en 2022 et 2023 un lobbying intensif pour empêcher une version d'une directive européenne de norme anti-pollution des voitures,,[évasif].